# 1860 au Nouveau-Brunswick
Chronologie du Nouveau-Brunswick
- 1856
- 1857
- 1858
- 1859
- 1860
- 1861
- 1862
- 1863
- 1864

Cette page concerne des événements d'actualité qui se sont produits durant l'année 1860 dans la colonie du Nouveau-Brunswick.

## Événements
- Fondation du village Millville par la New Brunswick and Nova Scotia Land Company.
- Inauguration de la Ligne de Saint-Jean à Pointe-du-Chêne.
- La colonie du Nouveau-Brunswick émet ses dollars.
- 8 mai : diocèse de Chatham (rebaptisé plus tard diocèse de Bathurst) est érigé.

## Naissances
- 5 juin : John Douglas Hazen, premier ministre du Nouveau-Brunswick.
- 17 décembre : Cyprien Martin, député.